# Nosodendron interruptum
Nosodendron interruptum är en skalbaggsart som beskrevs av Lea 1931. Nosodendron interruptum ingår i släktet Nosodendron och familjen almsavbaggar. Inga underarter finns listade i Catalogue of Life.